# Slivno (Breza)
Pour les articles homonymes, voir Slivno.
Slivno (en cyrillique : Сливно) est un village de Bosnie-Herzégovine. Il est situé dans la municipalité de Breza, dans le canton de Zenica-Doboj et dans la fédération de Bosnie-et-Herzégovine. Selon les premiers résultats du recensement bosnien de 2013, il compte 244 habitants.

## Démographie

### Évolution historique de la population
| 1948 | 1953 | 1961 | 1971 | 1981 | 1991 | 2013 |
| ---- | ---- | ---- | ---- | ---- | ---- | ---- |
| -    | -    | 263  | 290  | 263  | 280  | 244  |

|  |

### Communauté locale
En 1991, la communauté locale de Slivno comptait 779 habitants, répartis de la manière suivante :